# Arandas (Mèxic)
|  | Per a altres significats, vegeu «Arandas (desambiguació)». |

Arandas és un municipi de la regió Altos Sur de l'estat de Jalisco a Mèxic, situada a 100 km a l'est de la ciutat de Guadalajara. La població es dedica principalment al sector terciari. Arandas és un centre important de producció de tequila.

## Història
Primitivament aquesta regió va estar poblada per tarascos i txitximeques. L'origen institucional d'Arandas data del 2 de juliol de 1542, any en què tant el Virrei de la Nova Espanya Don Antonio de Mendoza, com el Governador de Jalisco Francisco Vázquez de Coronat, van concedir al capità espanyol Juan de Villaseñor i Orozco una sèrie de cèdules de terres, que per la seva immensa extensió territorial es va convertir en un gran latifundi. Aquest domini s'estenia des de Tepatitlán, Jalisco, fins a Penjamo, Guanajuato, i des de Lagos de Moreno, Jalisco, fins al Llac de Cuitzeo en Michoacán.
Existeix certa divergència sobre l'any exacte de la fundació de Arandas, encara que és indubtable que va ser cap a mitjan segle xviii. La tradició assenyala que aquesta es va dur a terme el 12 de desembre de 1761 amb el nom original de Santa María Guadalupe de los Aranda, en el lloc de la hisenda de Santa Ana Apacueco.
Una segona versió indica que cap als anys de 1760 a 1768, uns senyors de cognom Hernández Gamiño arrendataris del ranxo de Santa María a l'oest de l'actual ciutat, van voler fundar una congregació en aquest ranxo, i van fer les gestions pertinents davant la Real Audiència de Guadalajara. No obstant, altres persones de cognom Camarena, que arrendaven el ranxo de Ramblazos, distant una llegua a l'est, van pugnar perquè el nucli de població s'establís en el ranxo que arrendaven, suscitant-se un difícil plet. L'Audiència va ordenar que la fundació es fes en un lloc equidistant dels dos ranxos, on habitava la família Aranda, formada per espanyols pobres, de la qual el poblat va prendre el nom. Se la va anomenar Santa María de Guadalupe de los Aranda. Els fundadors van ser les famílies: Aranda, Camarena, Hernández Garmiño i Hernández Rull.
L'any de 1810 van ser afusellats, Ignacio Infante, alcalde de la població; Francisco Vázquez, Ignacio Lara i Juan González Hermosillo, primeres víctimes d'Arandas per la causa de la Independència. Arandas compta amb escut d'armes, creat i executat per Indalecio Ramírez Ascencio, aquest escut porta per lema: “Terra pobra, gent laboriosa”.
El 14 de novembre de 1824 Arandas va formar part del departament de Atotonilco. El 8 d'abril de 1844 es va establir un ajuntament. El 9 de juliol de 1875 va ser erigit municipalitat i el 17 de setembre va ser elevada a la categoria de vila però pertanyent al departament de la Barca. El 23 d'agost de 1969 li va ser reconegut la categoria de ciutat pel governador de Jalisco Francisco Medina Ascencio.
Un cràter del planeta Mart porta el nom Arandas des de 1976, quan la Unió Astronòmica Internacional va acceptar posar-ho en honor de la ciutat.

## Toponímia local
El nom del municipi es deriva del nom original que rebia la població existent al segle xvii: Santa María de Guadalupe de los Aranda, que precisament es deriva del cognom Aranda, una de les famílies fundadores, juntament amb els Camarena, Hernández Gamiño i Hernández Rull.

## Geografia

### Ubicació local
Arandas està situada al centre oriental de Jalisco, en les coordenades 20º36'30" a 20º54'30" de latitud nord i 102º00'45" a 102º37'00" de longitud oest a una altura de 2,000 metres sobre el nivell del mar.
El municipi limita al nord amb els municipis de San Ignacio Cerro Gordo, San Miguel el Alto, San Julián i San Diego de Alejandría; a l'est amb l'estat de Guanajuato i Jesús María; al sud amb Ayotlán i Atotonilco el Alto.

### Topografia
La major part de la seva superfície està conformada per zones semiplanes (68%), zones planes (30%) i zones accidentades (2%). Les principals elevacions són Ayo, Gordo, altiplà de los Altos i turó de Jaquetas. Existeixen valls en els plans de Bombela i Sauz de Cajigal.

#### Sòls
El territori està conformat per terrenys que pertanyen al període quaternari. El municipi té una superfície territorial de 123.802 hectàrees, de les quals 29.098 són utilitzades amb finalitats agrícoles, 84.204 en l'activitat pecuària, 1.400 són d'ús forestal i 550 hectàrees són sòl urbà; la resta, 5.936, no es va especificar. Respecte a la propietat, una extensió de 116.026 hectàrees és privada i una altra d'1.840 és comunitària; la resta, 5.936, no es va especificar.

### Hidrografia
Els seus recursos hidrològics són proporcionats pels rius i rierols que integren les conques dels rius: Turbio, Atotonilco i Verde Grande de Belem, pertanyents a la regió hidrològica Lerma-Chapala-Santiago. Existeixen rierols que són de gran cabal en època de pluges sent els principals: Guamúchil, Caracol, Capulín Granjena, Los Sabinos, Valonado i Santa Margarita. També es troben les preses de Tule, Santa Isabel i Rodeo.

### Clima
El clima és semisec, amb hivern sec, i moderadament càlid, sense canvi tèrmic hivernal ben definit. La temperatura mitjana anual és de 19 °C, amb màxima de 30 °C i mínima de 7,3 °C. El règim de pluges es registra al juliol, agost i setembre, comptant amb una precipitació mitjana dels 888,1 mil·límetres. La mitjana anual de dies amb gelades és de 31,8. Els vents dominants venen del sud-est.

## Flora i fauna

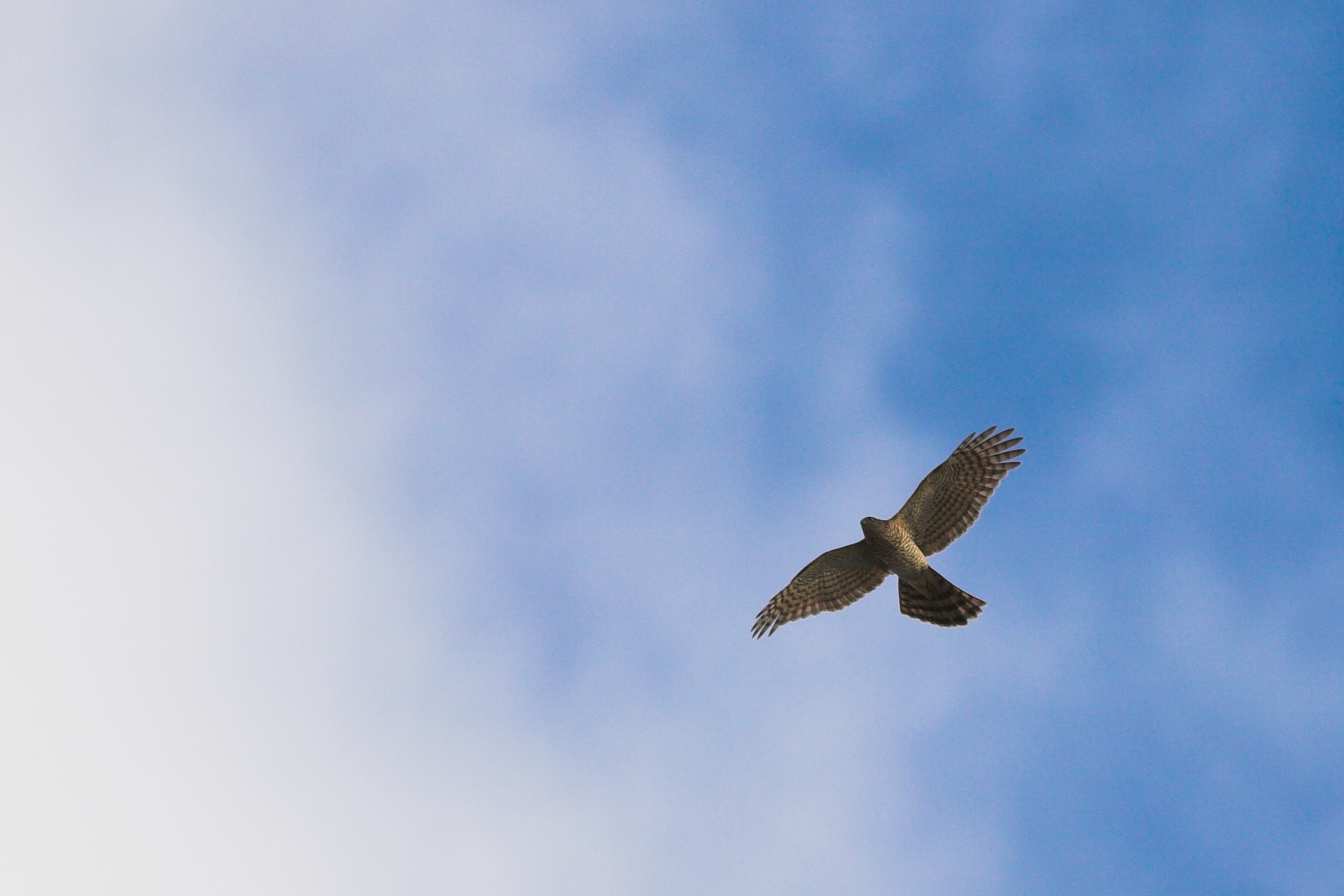
L'esparver habita en el municipi.

La seva vegetació és escassa, encara que existeixen algunes espècies com: encina, roure, salze, cedre, freixe, cirerer, huizache, uña de gato, colorín i capoquer. Existeixen algunes espècies d'arbres fruiters i plantes medicinals.
La ratapinyada, el teixó, el gat muntés, el llop, el coiot, el zorrillo, el tlacuache, la llebre, el conill, l'àguila i l'esparver habiten en aquesta regió. També abunden guineus en tota la regió així com gossos salvatges.

## Economia
El 21,94% dels habitants es dedica al sector primari, el 36,88% al sector secundari, el 38,67% al sector terciari i la resta no s'específica. L'activitat econòmica principal és la producció de tequila.

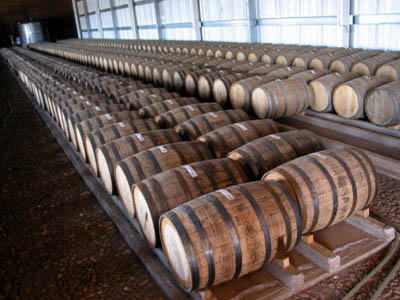
Botes de tequila

- Agricultura: es conrea blat de moro, atzavara blava, préssec, xaró i maduixa.
- Ramaderia: es cria bestiar boví, porcí, caprí i equí.
- Indústria: es produeix roba, calçat, material per a la construcció, materials per a neteja, tequila (sent el primer productor a nivell nacional i, per tant, mundial, amb empreses productores com "Centinela" i "Cazadores", entre d'altres), formatge, crema i dolços de llet.
- Turisme: Destaquen l'arquitectura en estil barroc i estil neogòtic en pedrera rosa. Existeixen ruïnes arqueològiques i paisatges naturals.

## Infraestructura
- Salut

L'atenció a la salut és atesa per la Secretaria de Salut, l'Institut Mexicà de la Seguretat Social, l'Institut de Seguretat i Serveis Socials dels Treballadors de l'Estat i per metges particulars. El Sistema per al Desenvolupament Integral de la Família (DIF) s'encarrega del benestar social i un Departament Municipal per la Prevenció d'Accidents, ja que des de l'any 1999 els accidents viaris van ser la primera causa de mort i orfandat en el municipi, i gràcies a les campanyes realitzades per aquest departament en coordinació amb la policia viària el 2014 es va reduir el 54% dels accidents mortals a causa d'alcohol i la conducció sent reconegut a nivell nacional el Tècnic en Emergències Mèdiques Isaias Lopez Haro.
- Esport

Compta amb centres esportius, en els quals es practica: futbol, en el qual destaquen de la lliga regional els Lleons Negres, voleibol, bàsquet i atletisme. A més compta amb una pista de rodeo, un parc de skate i una plaça de toros.
A més compta amb centre culturals, places, parcs, jardins, biblioteca, cinema, centre social i centres recreatius.
- Habitatge

Compta amb 18.218 habitatges, generalment privats. El 95,54% té servei d'electricitat, el 78,49% té servei de drenatge i aigua potable. La seva construcció és generalment a força de teula, maó i/o envà.
- Serveis

Es presten serveis professionals, tècnics, turístics, personals i de manteniment que cobreixen bona part de les necessitats dels habitants del municipi.
En el que concerneix a serveis bàsics, el 82,3% dels habitants disposen d'aigua potable, el 84,6% de clavegueram i el 92,6% d'energia elèctrica.

## Cultura
En el municipi se celebren tres festes anuals. Durant les festivitats és comuna que les manifestacions artístiques i culturals incloguin música, dansa, balls, jocs pirotècnics, carreres de cavalls, corridas de toros, charreadas, menjar, baralles de galls i diversos actes massius.

### Religió
El 78,78% professa la religió catòlica; no obstant això, també hi ha cristians evangèlics (baptistes, bíblics i d'altres) així com Testimonis de Jehovà i altres religions. El 20,15% dels habitants diuen no practicar cap religió.

### Llocs d'interès
- Campanil del 3.er. Mil·lenni Amb la Campana Major. Sosté a la campana més Gran de Llatinoamèrica, la "Reina del Silenci" les dimensions del qual la situen com la sisena al Món.
- El Temple de Santa María de Guadalupe: en estil barroc.
- El Temple de San José: en estil neogòtic francès, obra el Arq. Ignacio Díaz Morales, amb un deambulatori en procés de construcció.
- Ranxo d' "El Chilarejo"
- El Temple de l'Esperit Sant.
- El Palau Municipal.
- El Panteó Vell (ara Plaza Fundadores, amb la Capella octagonal del Senyor del Socorrito).
- El Cementiri Municipal.
- El Turó de Mexiquito.
- El Parc Hidalgo.
- Les ruïnes arqueològiques de Sauz de Cajigal.
- La presa del Tule.
- Santuari del Sagrat Cor de Jesús, que data de 1875.
- Pont de Guadalupe.
- Cuesta de edificios o Barranca Cristera.

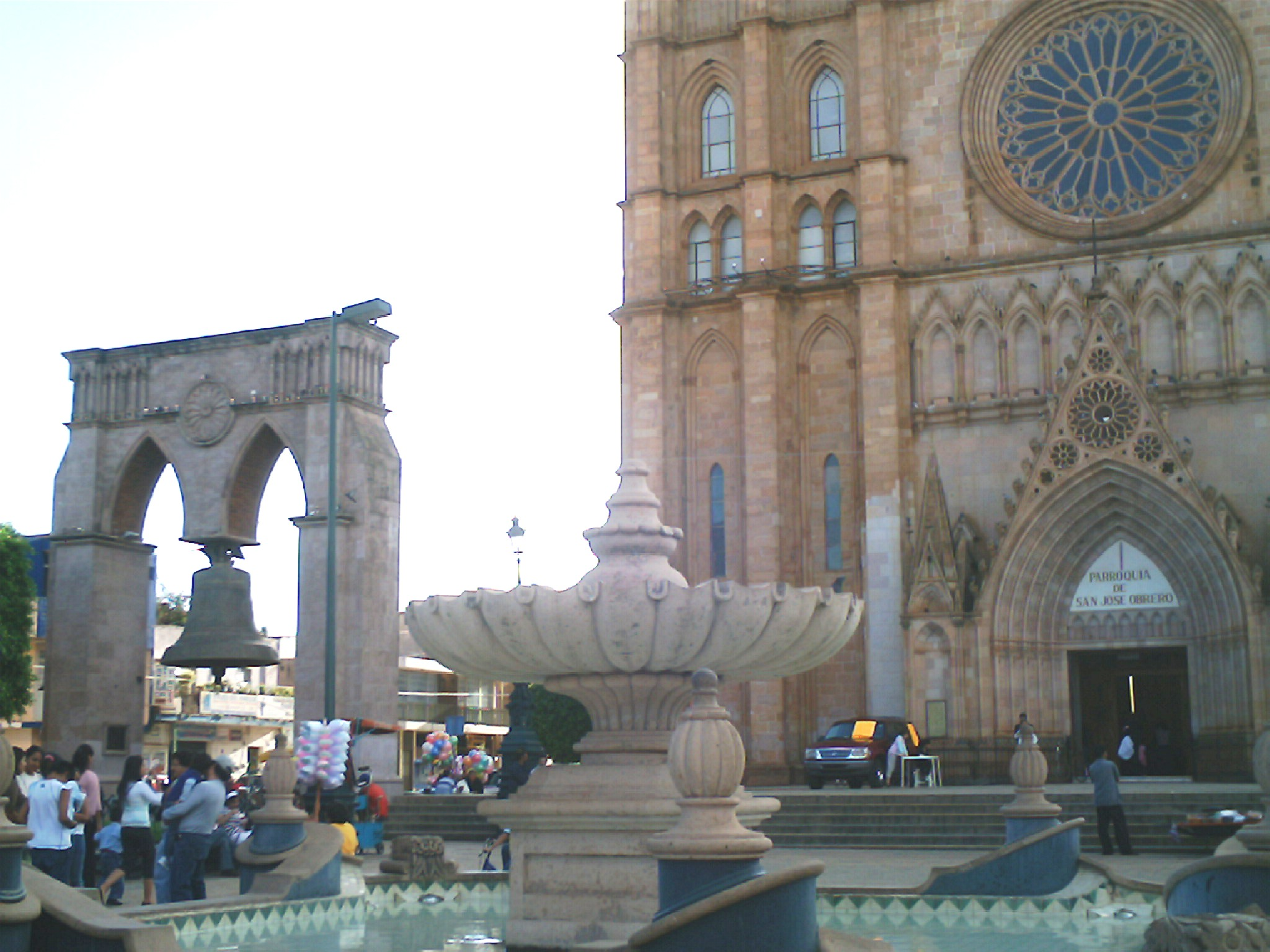
Temple de San José Obrero, Arandas

### Festes

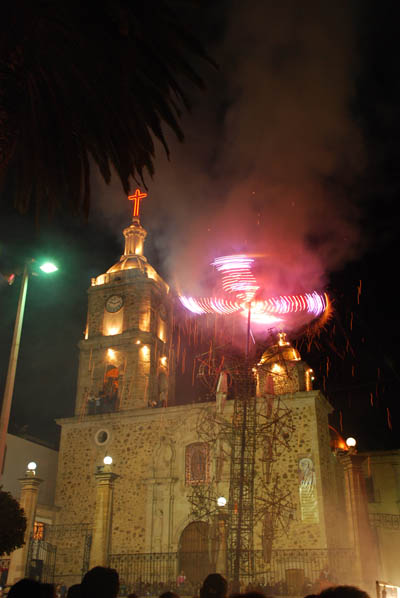
Parròquia de Santa María de Guadalupe a les "Festes de Gener", Arandas.

- Fira i festes de la Verge de Guadalupe: del 4 al 12 gener (vegeu que no són al desembre com és costum, el 12 de desembre solament se celebra el cant de la Salvi interpretada per la Banda Municipal de Arandas; com els altres mesos en dia 12).
- Festes pàtries: 15, 16 i 17 de setembre, celebrant-se el 15 a mitjanit el Crit de Dolores a l'esplanada del Parc Hidalgo pel president municipal en torn, el 16 al matí desfilada i presentació de la reina de bellesa, i a la tarda el tradicional "Combat de Flores". El 17 se celebra el tradicional "Dia de Camp" (en el Tule, el Chilarejo i ranxos limítrofs al municipi).
- Festes en honor del Senyor San José: del 23 d'abril a l'1 de maig, havent-hi en aquestes jocs mecànics als voltants del Parc Hidalgo.
- Dia dels Morts: el 2 de novembre, celebrant en totes les escola un altar a les persones volgudes i herois nacionals; al Parc Hidalgo es realitza un esdeveniment organitzat per la Preparatòria Regional de Arandas en el qual participen els alumnes de l'esmentada institució amb declamació de poemes, vestits al·lusius a la mort i amb música en viu, a més de balls i danses.

## Govern
La seva forma de govern és democràtica i depèn del govern estatal i federal; es realitzen eleccions cada 3 anys, en les quals es tria al president municipal i als regidors.
El president municipal actual (2012-2015) és Omar Hernández Hernández.
El municipi compta amb 370 localitats, sent les més importants: Arandas (capçalera municipal), Santa María del Valle, Santiaguito, Manuel M. Valadez (Agua Negra), El Tule, etc.